# مقتطفات قسطنطينية (كتاب)
مقتطفات قسطنطينية (باليونانية: Εκλογαί؛ باللاتينية: Excerpta Constantiniana) هو كتاب عن مختارات يونانية. يتكون من 53 مجلدًا تحتوي على مقتطفات من 25 مؤرخًا على الأقل. كلّف الإمبراطور البيزنطي قسطنطين السابع (945-959) بتجميعه، ولكن من المحتمل أنه لم يكتمل حتى بعد وفاته. اليوم لم يبقَ سوى مجلدين كاملين بالإضافة إلى أجزاء من ثلاثة مجلدات أخرى. ومن المعروف أيضًا عناوين 21 مجلدًا آخر. تُعرف المجلدات عادةً بعناوينها اللاتينية. عنوان الكتاب كله، مقتطفات، هو أيضًا عنوان تقليدي.
ربما لم يكن العمل الأصلي عبارة عن مجموعة مختارة من المقتطفات بقدر ما كان مختارات من النصوص الكاملة التي أعيد ترتيبها موضوعيًا. وفقًا للمقدمة، تضمن المشروع أخذ أعمال مؤرخين مختارين وإعادة ترتيب فقراتهم حسب الموضوع بدلًا من التسلسل الزمني بحيث "لا يفلت أي شيء موجود في النصوص من هذا التوزيع إلى مواضيع؛ وبهذا التقسيم وفقًا للمحتوى، لا يُحذف أي شيء من السرد المستمر، بل يُحفظ كاملاً." ومع ذلك، هناك دليل على الاختصار. وهناك أيضًا تعليقات.
أقدم المؤرخين المذكورين في المقتطفات هو هيرودوت (القرن الخامس قبل الميلاد) وأحدثهم جرجيس هامارتولوس [الإنجليزية] (القرن التاسع الميلادي).  هناك بعض المواد المحفوظة في المقتطفات الباقية والتي لم يتم حفظها في أي مكان آخر، بما في ذلك مختارات من بوليبيوس، ونيكولاس الدمشقي، وديكسيبوس [الإنجليزية]، ويونابيوس، وبريسكوس [الإنجليزية]، وبطرس الباتريسي [الإنجليزية]، وميناندر الحامي [الإنجليزية]، ويوحنا الأنطاكي [الإنجليزية]. ومن بين المؤرخين الآخرين ثوسيديدس ، وزينوفون ، وديودوروس الصقلي، وديونيسيوس الهاليكارناسوس ، ويوسيفوس ، وأريان النيقوميدي ، ويمبليخوس ، وأبيان السكندري ، وكاسيوس ديو ، وسقراط القسطنطينية ، وثيودوريت القورشي، وسوزومين ، وفيلوستورجيوس ، وزوسيموس [الإنجليزية] ، وبروكوبيوس، وأغاثياس الميريني [الإنجليزية]. وثيوفيلاكت سيموكاتا [الإنجليزية] ويوحنا مالاس ومالخوس الفيلادليفي. لا يوجد سبب واضح لترتيب المؤلفين داخل المجلدات. ومع ذلك، فإن مقتطفات المؤلف داخل المجلد لا تُعرض أبدًا خارج الترتيب.
لم يتبق من المجلدات الأصلية البالغ عددها 53 سوى أربعة مجلدات إما كاملة أو جزئيًّا. المجلد الكامل الباقي هو مقتطفات من المفوضيات (Excerpta de Legationibus)، وهو مقسم إلى جزأين:
- عن السفارات إلى روما (Excerpta de Legationibus gentium ad Romanos)
- عن السفارات من روما (Excerpta de Legationibus Romanorum ad gentes).[7]

لقد ضاع المجلد الأصلي، المحفوظ في الإسكوريال، في حريق عام 1671، ولكن ليس قبل أن يتم عمل عدة نسخ منه.
- توجد أيضًا في الإسكوريال (علامة الرف [الإنجليزية] Ω.I.11) نسخة من القرن السادس عشر من مجلد عن الكمائن (Excerpta de insidiis)، مع نسخة أخرى من القرن السادس عشر في المكتبة الوطنية الفرنسية بعنوان (Graecus 1666).

بقي مجلدان أصليان آخران جزئيًا:
- عن الفضائل والرذائل (Excerpta de virtutibus et vitiis) في مخطوطة برسيانوس (Codex Peirescianus)
- حول البيانات المعرفية (Excerpta de Sententiis) في طرس في مكتبة الفاتيكان بعنوان (Graecus 73).[2]

قام فولفيو أورسيني [الإنجليزية] بإعداد الطبعة الأولى من كتاب المقتطفات (Excerpta)، والتي طُبعت في أنتويرب عام 1582 م.
وكان الغرض من هذه المقتطفات أن تكون بمثابة مرآة للأمراء. ولأن التاريخ كان يُعتقد أنه يحتوي على دروس مفيدة للحكام، فقد اعتُبر من المفيد ترتيبه موضوعيًا بحيث، على حد تعبير ليونورا نيفيل، "إذا كان الإمبراطور مهتمًا بسفارة قادمة، فيمكنه قراءة جميع أمثلة السفارات في التاريخ الروماني دفعةً واحدة." وقد استخدم مؤلفو السودا هذه المقتطفات أكثر من الأعمال الأصلية.

## الطبعات
مقتطفات تاريخية أُعدّت بأمر الإمبراطور قسطنطين البروفيروجينيتوس، بتحقيق أورسول بواسفان، كارل دي بور [الألمانية]، وتيودور بوتنر-ووبست [الألمانية]، وأنطون جيرارد روس [الألمانية]، في أربعة مجلدات مقسمة إلى ستة أجزاء. برلين: فايدمان، 1903-1910.
- المجلد الأول: مقتطفات عن البعثات الدبلوماسية. الجزء الأول: مقتطفات عن بعثات الرومان إلى الأمم. بتحقيق كارل دي بور. 1903. الجزء الثاني: مقتطفات عن بعثات الأمم إلى الرومان. بتحقيق كارل دي بور. 1903.
- المجلد الثاني: مقتطفات عن الفضائل والرذائل. الجزء الأول: تحرير ومقدمة التيودور بوتنر-ووبست، وحرر الطبعة أنطون جيرارد روس. 1906. الجزء الثاني: تحرير أنطون جيرارد روس مستخدمًا مقارنة نسخة بيريسكيان، أعدها تيودور بوتنر-ووبست. 1910.
- المجلد الثالث: مقتطفات عن المكائد. بتحقيق كارل دي بور. 1905.
- المجلد الرابع: مقتطفات من الأقوال والحكم. بتحقيق أورسولوس فيليبس بواسفان. 1906.

### فهرس
- Banchich، Thomas M. (2012). "Constantinian Excerpts". The Encyclopedia of Ancient History. Blackwell. DOI:10.1002/9781444338386.wbeah08041.
- Banchich، Thomas M. (2015). The Lost History of Peter the Patrician: An Account of Rome's Imperial Past from the Age of Justinian. Routledge.
- Humphreys، Mike (2018). "Excerpta". في Oliver Nicholson (المحرر). قاموس أكسفورد للعصور القديمة المتأخرة  [لغات أخرى]‏, Volume 1: A–I. Oxford University Press. ج. 1. ص. 574.
- Kazhdan، Alexander (1991). "Excerpta". في Alexander Kazhdan (المحرر). The Oxford Dictionary of Byzantium. Oxford University Press. ص. 767–768.
- Manafis، Panagiotis (2017). "The Excerpta Anonymi and the Constantinian Excerpts". Byzantinoslavica. ج. 75 ع. 1–2: 250–264. [[المكتبة الإلكترونية لأوروبا الوسطى والشرقية [الإنجليزية]|المكتبة الإلكترونية لأوروبا الوسطى والشرقية]] 608919
- Németh، András (2018). The Excerpta Constantiniana and the Byzantine Appropriation of the Past. Cambridge University Press.
- Neville، Leonora (2018). Guide to Byzantine Historical Writing. Cambridge University Press. DOI:10.1017/9781139626880.